# Gustave Adolphe Beugnot
Pour les articles homonymes, voir Beugnot.
Gustave Adolphe, vicomte Beugnot, né le 28 juillet 1799 à Bar-sur-Aube et mort le 29 mars 1861 à Versailles, est un diplomate et collectionneur français d'œuvres d'art.

## Biographie
Il naît en 1799 du comte Jacques Claude Beugnot et de Marguerite Morel (1769-1825). Il possède un frère aîné, Auguste Arthur, et une sœur cadette, Clémentine, qui épouse Philibert, comte Curial. En 1814, à l'âge de quinze ans, il entre dans la Garde royale, dans le régiment des chevau-légers, puis un an plus tard dans le Corps royal des cuirassiers de France, ex-grenadiers à cheval de la Garde impériale. 
En mai 1821, avec l'appui de son père, il est nommé attaché aux archives de la légation à Francfort, sous la direction de Charles-Frédéric Reinhard. En juin 1825, il rejoint le département des Affaires étrangères comme troisième secrétaire de légation par intérim à Hanovre. En décembre de la même année, il est nommé troisième secrétaire à l'ambassade de Constantinople, où il acquiert probablement son goût pour les antiquités. En 1828, il effectue un séjour à Égine, où il achète des vases anciens.
De septembre 1829 à 1835, il est deuxième secrétaire d'ambassade à Rome. Durant ses cinq années à ce poste, il rencontre très probablement Stendhal, alors consul à Civitavecchia et par ailleurs ami de sa mère Marguerite et amant de sa sœur Clémentine. Stendhal l'évoque dans ses écrits autobiographiques, le surnommant « Mélodrame » et décrivant son « gros esprit de commis-voyageur ». Beugnot sert également d'inspiration pour le personnage de M. de Riquebourg dans Lucien Leuwen. Pendant son séjour romain, il devient une figure du milieu archéologique local. En 1831, il est nommé correspondant de l'Institut de correspondance archéologique, à qui il met à disposition sa collection dans le cadre du vif débat sur l'origine des vases antiques trouvés à Vulci. En 1832, il assiste à la découverte de la statue en bronze dite Apollon de Piombino et prend parti en faveur d'une origine grecque de l'œuvre. Il finance également des fouilles, notamment celles des frères Campanari à Vulci et trois tombes près de Corneto, ancienne Tarquinia.
En 1835, à la mort de son père, il rentre à Paris. Il étend sa collection par des achats en vente publique, notamment celle en 1836 d'Edme-Antoine Durand et celle de 1837 de Lucien Bonaparte, prince de Canino. En mai 1840, pour des raisons probablement financières, mais qui restent inconnues, il met en vente sa collection personnelle, qui est alors irrémédiablement dispersée.

## Collection
La vente Beugnot de 1840 compte 400 lots pour un peu plus de 600 antiquités. Parmi la trentaine d'acheteurs figure le baron William Hope, Charles-Louis-Fleury Panckoucke, les marchands Rollin, le comte James-Alexandre de Pourtalès, Charles-André-Joseph Paravey ou encore Hippolyte de Janzé. La majeure partie de la collection Beugnot est aujourd'hui conservée au musée Antoine-Vivenel de Compiègne, au Musée des Antiquités de Rouen, au château-musée de Boulogne-sur-Mer, au Musée de la BnF, au musée du Louvre et au British Museum.

Quelques objets de la collection Beugnot
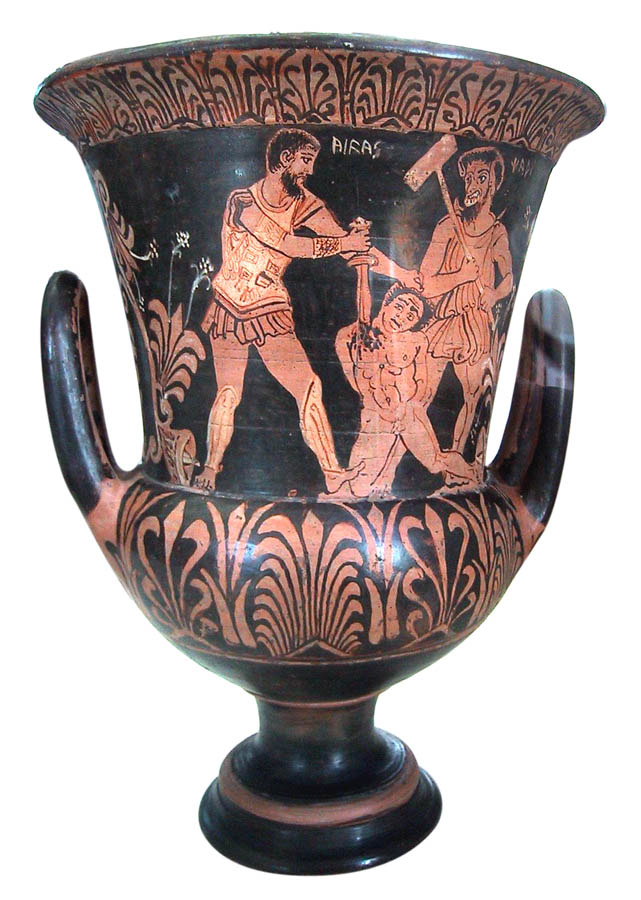
Ajax et Charun, cratère en calice étrusque, Musée de la BnF
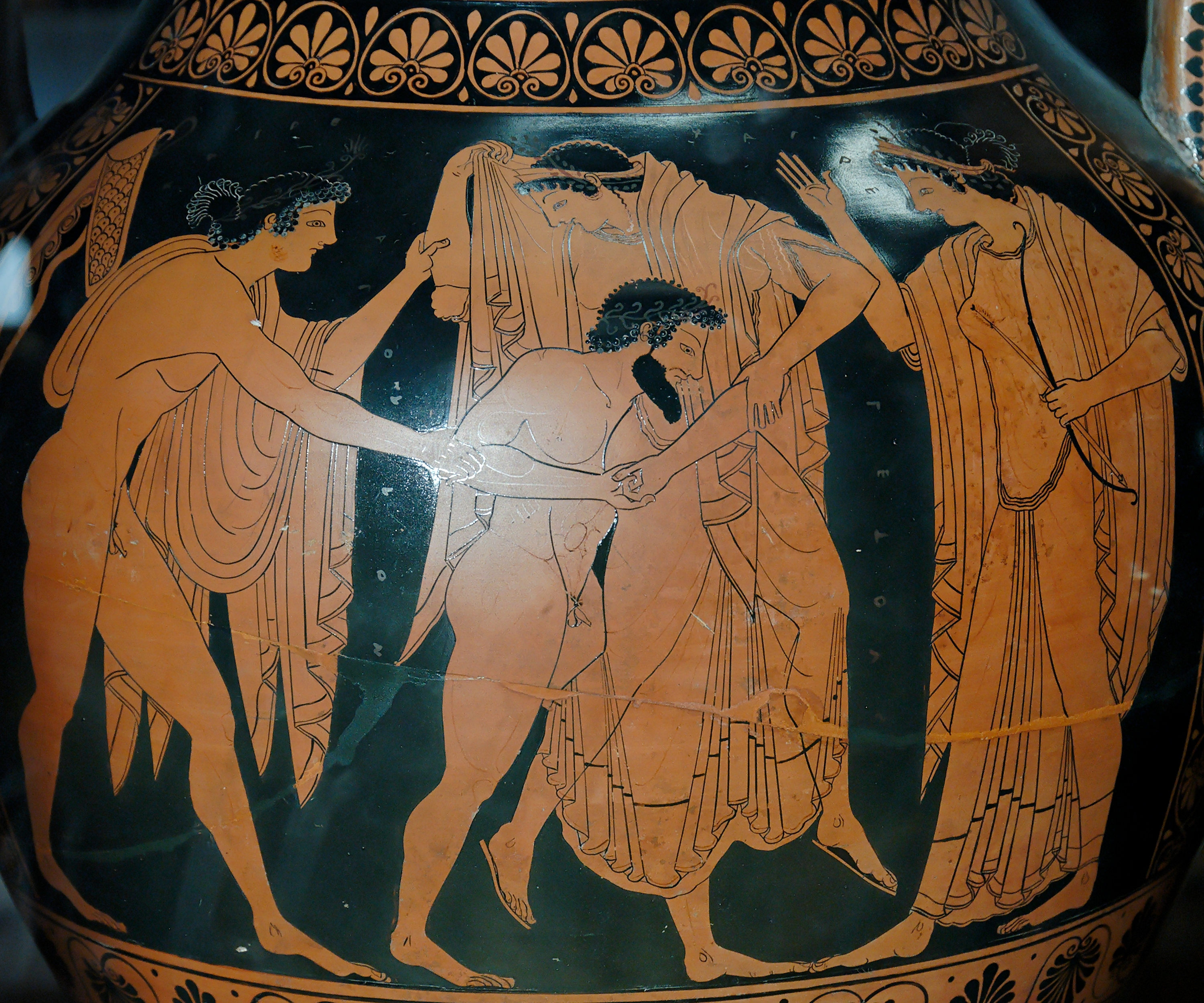
L'enlèvement de Léto par Tityos, amphore attique découverte à Vulci, musée du Louvre
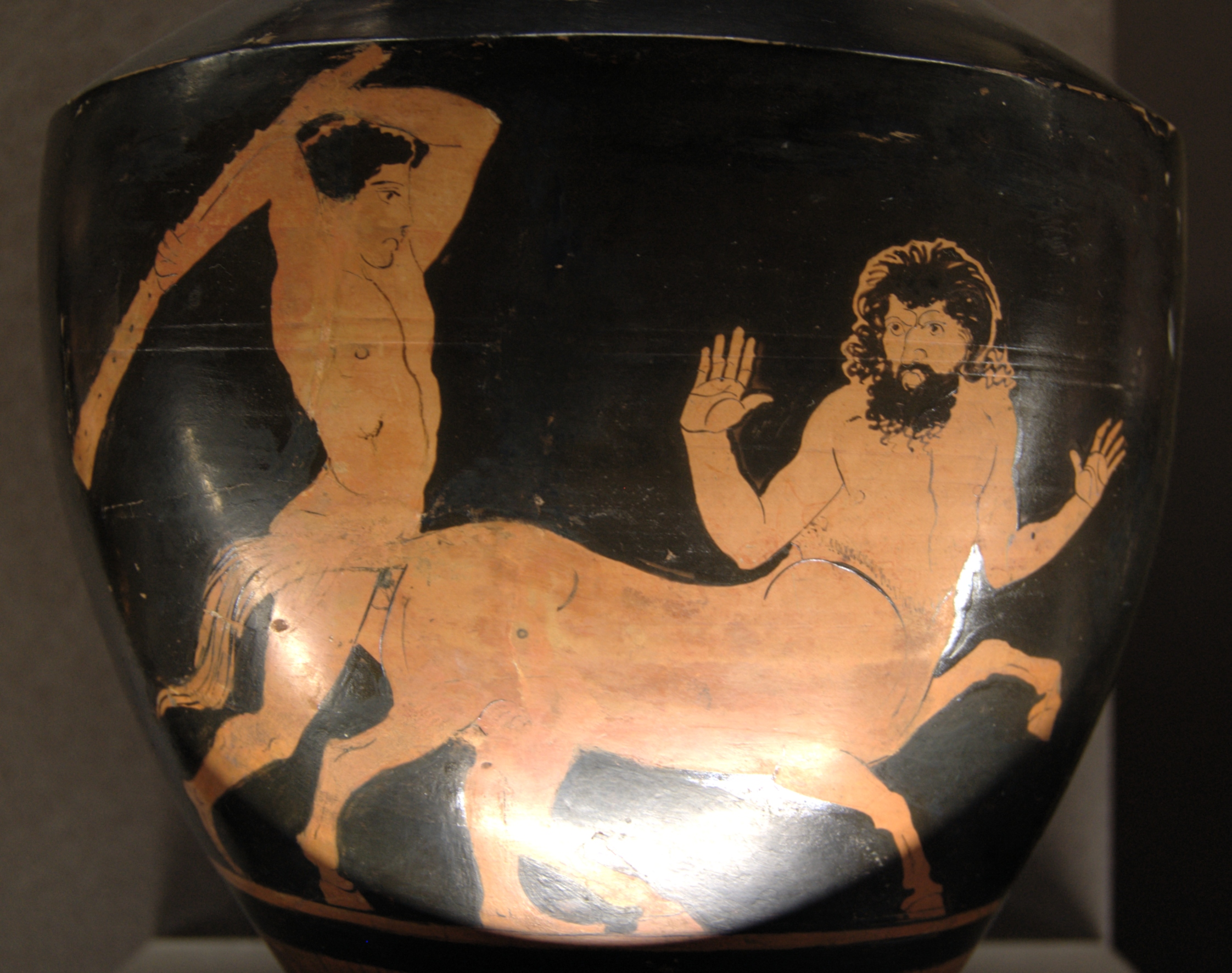
Héraclès et le centaure Nessos, olpé apulienne, musée du Louvre
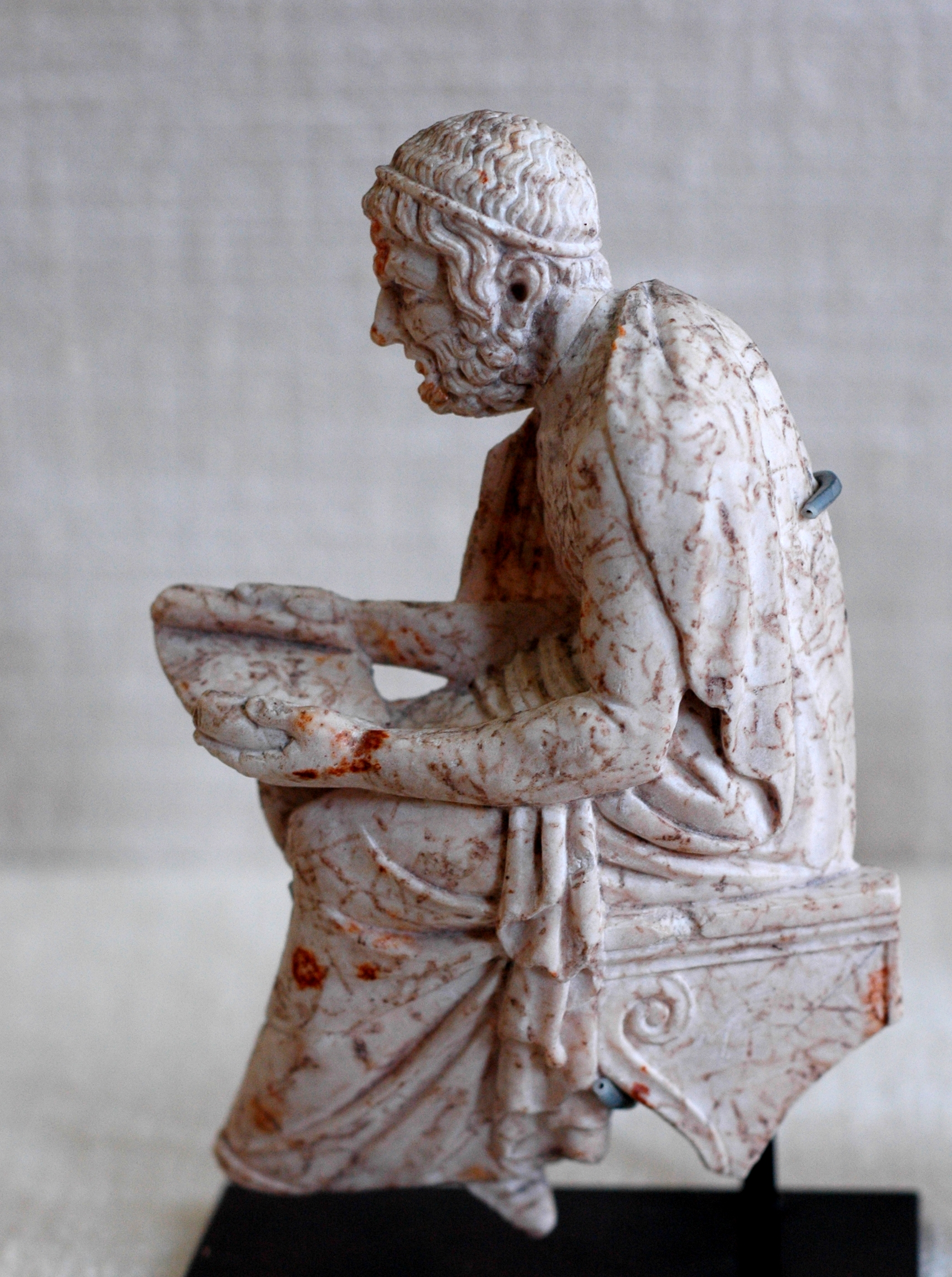
Sophocle, figure d'applique hellénistique, Musée de la BnF